# البطة البرية
البطة البرية (بالنرويجية: Vildanden‏) مسرحية من تأليف الكاتب المسرحي النرويجي هنريك إبسن.

## نظرة عامة
طُبِعت المسرحية للمرة الأولى في سنة 1884، وعُرِضت للمرة الأولى في «المسرح الوطني» النرويجي في برجن في 9 يناير من العام 1885. تتكوَّن المسرحية من خمسة فصول، وتدور أحداثها في عقد الثمانينيات من القرن التاسع عشر، يبدأ الفصل الأول في منزل فيرله، وفي الفصول الأربعة المتبقية تنتقل الأحداث إلى استوديو يالمار إكدال. تُعتبر المسرحية من أفضل أعمال إبسن، وتنتمي إلى المرحلة الواقعيَّة من التطور الأدبي لدى إبسن، والمسرحية هادئة مقارنةً بانتفاضته العنيفة في مسرحيته السابقة "عدو الشعب"، وتمتلئ بالعطف والحنان والمشاعر الإنسانية الدافئة. وكثيراً ما يمدح النُّقاد براعة أسلوب إبسن في هذه المسرحية، خاصةً في تجسيده الشخصيات بعمق ودقة منقطعي النظير، وأسلوب الحوار ودقة الحبكة القصصية من أبرز الإيجابيات في هذا العمل. ويتَّجه إبسن في هذه المسرحية إلى المعالجة النفسية، ويعود إلى استعمال الرمزية، حيث ترمز البطة في المسرحية إلى وضع البطلة. والمسرحية تتناول بشكل عام الأثر التدميري على النفس البشرية الذي يسببه زوال الأوهام الجميلة والسعادة الزائفة.

## الشخصيات
الشخصيات الرئيسية في المسرحية:
- هاكون فيرله «Håkon Werle»: تاجر جملة.
- جريجورز فيرله «Gregers Werle»: ابن هاكون فيرله.
- إكدال «Ekdal»: رجل عجوز، استوحى إبسن هذه الشخصية من أبيه.[7]
- يالمر إكدال «Hjalmar Ekdal»: ابن إكدال، يعمل مصوراً.
- جينا إكدال «Gina Ekdal»: زوجة يالمر إكدال.
- هدفج «Hedvig Ekdal»: ابنة يالمر، 14 عاماً، استوحى إبسن هذه الشخصية من فتاة ألمانية التقى بها في برينر في الجانب الإيطالي من الحدود النمساوية الإيطالية، والاسم «هدفج» هو اسم أخته التي كان مقرباً منها.[8]
- السيدة سوربي «Mrs. Sørby»: مدبرة منزل هاكون فيرله.
- رلنج «Relling»: طبيب.
- مولفك «Molvik»: طالب لاهوت سابق.
- جروبيرج «Graaberg»: كاتب حسابات لدى هاكون فيرله.
- بيترسن «Pettersen»: خادم لدى هاكون فيرله.
- ينسن «Jensen»: سفرجي أجير.
- ضيوف على العشاء.

## الترجمة إلى العربية
ترجم عبد الله عبد الحافظ المسرحية ونُشِرت ضمن سلسلة «من المسرح العالمي» بمراجعة نور الشريف.

## وصلات خارجية
- البطة البرية (Vildanden)، على مشروع جوتنبرج. (بالنرويجية)
- البطة البرية (The Wild Duck)، على ليبري فوكس.(بالإنجليزية)
- البطة البرية (The Wild Duck)، على قاعدة بيانات برودواي على الإنترنت.(بالإنجليزية)